# سلول ان۲ای
سلول ان۲ای (انگلیسی: N2a cell) یک ردهٔ سلولی نوروبلاستوما در موش‌هاست که سرعت رشد بسیار سریعی دارد. این سلول‌های از لحاظ ریخت‌شناسی به سلول‌های بنیادی شبیه هستند و در نتیجه می‌توانند در پاسخ به عوامل پیرامونی، به سرعت دچار تمایز سلولی گردند.
از این سلول‌ها در پژوهش‌های پزشکی پایه برای بررسی رشد پی‌شاخه‌ها، سمیت عصبی، بیماری آلزایمر، تقسیم نامتقارن رده‌های سلولی پستانداران، ترارسانی آدنوویروسی و همچنین تشخیص هاری استفاده می‌شود.